# Logania nasana
Logania nasana är en fjärilsart som beskrevs av Hans Fruhstorfer. Logania nasana ingår i släktet Logania och familjen juvelvingar. Inga underarter finns listade i Catalogue of Life.